# Irlanda nos Jogos Olímpicos de Verão de 1984
A Irlanda competiu nos Jogos Olímpicos de Verão de 1984, realizados em Los Angeles, Estados Unidos.